# Ettenhausen (Schleching)
Ettenhausen ist ein Gemeindeteil der Gemeinde Schleching im Landkreis Traunstein in Bayern.
Der Ort liegt südwestlich des Kernortes Schleching an der B 307. Östlich fließt die Tiroler Achen, südlich erstreckt sich das 67,8 ha große Naturschutzgebiet Durchbruchstal der Tiroler Achen und verläuft die Staatsgrenze zu Österreich.

## Baudenkmäler
In der Liste der Baudenkmäler in Schleching sind für Ettenhausen neun Baudenkmäler aufgeführt, darunter die aus dem Jahr 1937 stammende katholische Ortskapelle, ein Bruchsteinbau mit offener Vorhalle.